# .tc
.tc為英國海外屬地特克斯與凱科斯群島國家及地區頂級域（ccTLD）的域名。由于T.C.也是土耳其语“土耳其共和国”（Türkiye Cumhuriyeti）的缩写，部分土耳其网站也使用.tc域名。该域名注册于1997年1月。

## 二级域名
除了直接在.tc下注册一级域名，少部分网站也注册在下列二级域名下：
- .com.tc
- .net.tc
- .org.tc
- .pro.tc

## 外部連結
- IANA .tc whois information（页面存档备份，存于）
- .tc domain registration website（页面存档备份，存于）